# 山梨県企業局
山梨県企業局（やまなしけんきぎょうきょく）は、山梨県の地方公営企業。山梨県内において、電気事業(発電)、温泉事業及び地域振興事業を行なっている。

## 事業

### 発電事業
発電所の経営は、1957年（昭和32年）に運用を開始した西山発電所をはじめ、20の水力発電所を設置、運用している。また新エネルギーの開発として、東京電力と共同で曽根丘陵に米倉山太陽光発電所を設置し、2012年1月に運用を開始している。

### 温泉事業
1961年（昭和36年）に東八代郡石和町（現在の笛吹市）に温泉が自然湧出し、石和温泉として開かれたのを境にボーリングによる源泉発掘を行った。現在は、6本の源泉を保有している。また、西山ダム建設に伴い湖底に沈んだ奈良田温泉の再発掘を行い、1978年（昭和53年）に温泉が湧出している。

### 地域振興事業
八ヶ岳山麓の北杜市にある丘の公園内遺跡群周辺を総合スポーツ・レクリエーション施設「丘の公園」として1986年7月に開発した。2004年4月からは、株式会社清里丘の公園が指定管理者として管理・運営を行っている。

### かつて行っていた事業
有料道路事業
1964年（昭和39年）に供用を開始した富士山有料道路を皮切りに7つの有料道路を運営管理していた。1993年（平成5年）に山梨県道路公社が設立したことから1997年（平成9年）までにすべての有料道路が道路公社に移管された。

## 歴史
- 1955年（昭和30年）－発電事業室を設置
- 1958年（昭和33年）－地方公営企業法に基づき発電事業室にかわり電気局を設置
- 1961年（昭和36年）－道路局を設置
- 1962年（昭和37年）－県温泉開発条例を施行し石和温泉の掘削を開始
- 1965年（昭和40年）8月 - 電気局と道路局を統合し企業局が発足。
- 1965年（昭和40年）10月 - 企業局に開発課を設置し温泉事業を編入
- 1986年（昭和61年）7月2日 - 丘の公園開園
- 1997年（平成9年）－道路事業を山梨県道路公社へ移管
- 2015年（平成27年）－山梨県民会館閉鎖に伴い県庁舎北別館5階へ移転。

## 管轄発電所一覧
以下の発電所で造られた電気は東京電力に売却され、県の貴重な収入源となっている。
| 発電所名         | 所在地                       | 開始年 | 最大出力 | 取水元                   | 放流先                   | 備考 |
| ---------------- | ---------------------------- | ------ | -------- | ------------------------ | ------------------------ | ---- |
| 野呂川発電所     | 南アルプス市・南巨摩郡早川町 | 1963年 | 20,000kW | 野呂川（小樺ダム）など   | 奈良田第一発電所         |      |
| 奈良田第一発電所 | 南巨摩郡早川町               | 1961年 | 27,200kW | 野呂川、野呂川発電所など | 奈良田第二発電所         |      |
| 奈良田第二発電所 | 南巨摩郡早川町               | 1961年 | 4,400kW  | 早川、奈良田第一発電所   | 早川（西山ダム）         |      |
| 奈良田第三発電所 | 南巨摩郡早川町               | 1985年 | 2,500kW  | 黒河内、白河内など       | 早川                     |      |
| 西山発電所       | 南巨摩郡早川町               | 1957年 | 18,800kW | 早川（西山ダム）         | 早川                     |      |
| 湯島発電所       | 南巨摩郡早川町               | 1957年 | 2,000kW  | 仙城沢                   | 早川                     |      |
| 広瀬発電所       | 山梨市                       | 1975年 | 3,200kW  | 笛吹川（広瀬ダム）       | 笛吹川                   |      |
| 天科発電所       | 山梨市                       | 1975年 | 13,300kW | 笛吹川                   | 笛吹川、柚ノ木発電所など |      |
| 柚ノ木発電所     | 甲州市                       | 1975年 | 17,800kW | 笛吹川、天科発電所       | 藤木発電所               |      |
| 下釜口発電所     | 山梨市                       | 1988年 | 1,800kW  | 徳和川                   | 笛吹川                   |      |
| 藤木発電所       | 甲州市                       | 1926年 | 1,800kW  | 柚ノ木発電所             | 笛吹川                   |      |
| 小屋敷第一発電所 | 甲州市                       | 1926年 | 1,300kW  | 笛吹川                   | 笛吹川                   |      |
| 小屋敷第二発電所 | 甲州市                       | 1926年 | 900kW    | 笛吹川                   | 笛吹川                   |      |
| 鼓川発電所       | 山梨市                       | 1925年 | 380kW    | 鼓川                     | 鼓川                     |      |
| 琴川第一発電所   | 山梨市                       | 1926年 | 900kW    | 琴川、琴川第二発電所     | 琴川                     |      |
| 琴川第二発電所   | 山梨市                       | 1928年 | 640kW    | 琴川                     | 琴川、琴川第一発電所     |      |
| 琴川第三発電所   | 山梨市                       | 2008年 | 1100kW   | 琴川（琴川ダム）         | 琴川                     |      |
| 塩川発電所       | 北杜市                       | 1998年 | 1100kW   | 塩川（塩川ダム）         | 塩川                     |      |

その他、小水力発電所として塩川第二発電所（82kW）、若彦トンネル湧水発電所 （80kW）がある。